# Aegidinus sunidigea
Aegidinus sunidigea är en skalbaggsart som beskrevs av Colby 2009. Aegidinus sunidigea ingår i släktet Aegidinus och familjen Hybosoridae. Inga underarter finns listade i Catalogue of Life.
Artens namn Aegidinus sunidigea är en palindrom.